# Ortshausen
Ortshausen ist ein Ortsteil der Stadt Bockenem in Niedersachsen. Das Dorf hatte im Jahr 2011 241 Einwohner. Es liegt drei Kilometer entfernt südöstlich von Bockenem, die A 7 verläuft knapp einen Kilometer entfernt westlich.

## Geschichte

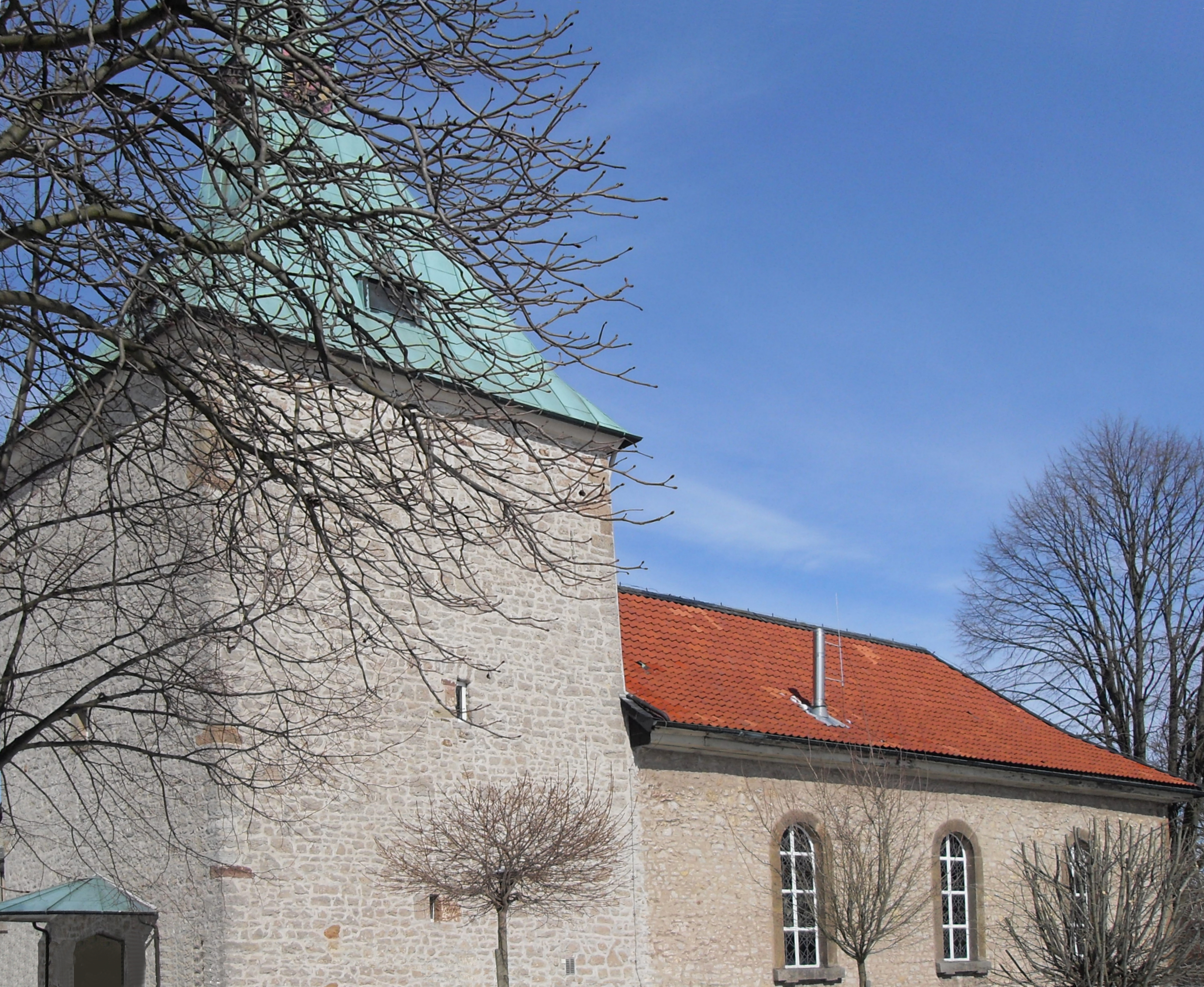
Evangelisch-lutherische
St.-Johannis-Kirche

Am 1. März 1974 wurde Ortshausen, das dem Landkreis Gandersheim angehörte, in die Stadt Bockenem eingegliedert.

## Politik
Aufgrund seiner geringen Einwohnerzahl wird Ortshausen nicht von einem Ortsrat, sondern von einer Ortsvorsteherin vertreten. Aktuell ist Imke Rubbel (SPD) in dieser Funktion.

## Persönlichkeiten
- Philipp Peter Guden (1642–1721), lutherischer Theologe, Konsistorialrat und Generalsuperintendent der Generaldiözese Bockenem
- Wilhelm Janke (1933–2011), Psychologe und Hochschulprofessor